# Hypnum cordatum
Hypnum cordatum là một loài Rêu trong họ Hypnaceae. Loài này được Harv. mô tả khoa học đầu tiên năm 1836.